# Gare Baie-D'Urfé
Cet article concerne la gare d'exo. Pour la ville de Baie-d'Urfé, voir Baie-D'Urfé. Pour les autres significations, voir D'Urfé.
La gare Baie-D'Urfé est une gare d'Exo située à Baie-D'Urfé dans l'agglomération de Montréal. Elle dessert les trains de banlieue de la ligne Exo 1 - Vaudreuil–Hudson.

## Correspondances

### Autobus

#### Société de transport de Montréal[2]
| Circuit | Destinations          | Tracé | Horaires |
| ------- | --------------------- | ----- | -------- |
| 219     | Chemin Sainte-Marie   | Tracé | Horaires |
| 411     | EXPRESS Lionel-Groulx | Tracé | Horaires |